# Kaitō
Kaitō (怪盗, lit. ladrão fantasma) é uma variante da língua japonesa para ladrão cavalheiro, um subgénero de animé e manga, que inspirou Arsène Lupin e elementos de outros romances policiais e ficções de detetives.

## Títulos desse género
- O personagem Arsène Lupin III, do animé Lupin III (criado por Monkey Punch).
- Kaito Kuroba, o protagonista de Magic Kaito, e um personagem recorrente em Detective Conan (criado por Gosho Aoyama).
- Saint Tail, o alter ego da protagonista Meimi Haneoka, também conhecida como Kaitō Saint Tail ou A Ladra Meimi (criada por Megumi Tachikawa).
- Kamikaze Kaitō Jeanne, o alter ego da protagonista Maron Kusakabe, também conhecida como Jeanne a Ladra Kamikaze (criada por Arina Tanemura).
- Kaitō Tenjou (天城カイト), um personagem de Yu-Gi-Oh! Zexal.
- Kaitō Nakamura, um personagem interpretado por George Takei em Heroes.
- Kaitō Daiki (海東 大樹), retratado por Kimito Totani, um personagem que pode transformar-se em Kamen Rider Diend na série de 2009, Kamen Rider Decade, da franquia Kamen Rider.
- Kaitō Reinya, uma personagem título interpretada e modelada após Reina Tanaka, do animé Phantom Thief Reinya de 2009.
- Dark Mousy, o alter ego de Daisuke Niwa, o protagonista de "D.N.Angel" (criado por Yukiru Sugisaki).
- Clara, mais conhecida como a ladra fantasma Psiren, é uma personagem exclusiva da primeira adaptação em animé do manga Fullmetal Alchemist.
- Raphael/Ralph, conhecido como o Ladrão Fantasma R ("Kaitō Āru"), o protagonista do jogo Rhythm Thief & the Emperor's Treasure do Nintendo 3DS feito pela SEGA e Xeen.
- Jack, conhecido como Joker, o ladrão fantasma do animé e manga "Kaitō Joker" juntamente com Spade, Queen, e Silver Heart.
- Arsene, Rat, Twenty, e Stone River do Império dos Ladrões (Kaitou Teikoku) da série Tantei Opera Milky Holmes.